# Gotlands järnväg
Denna artikel handlar om järnvägen och bolaget med namnet Gotlands järnväg. Se Järnvägar på Gotland för en allmän beskrivning av Gotlands järnvägar

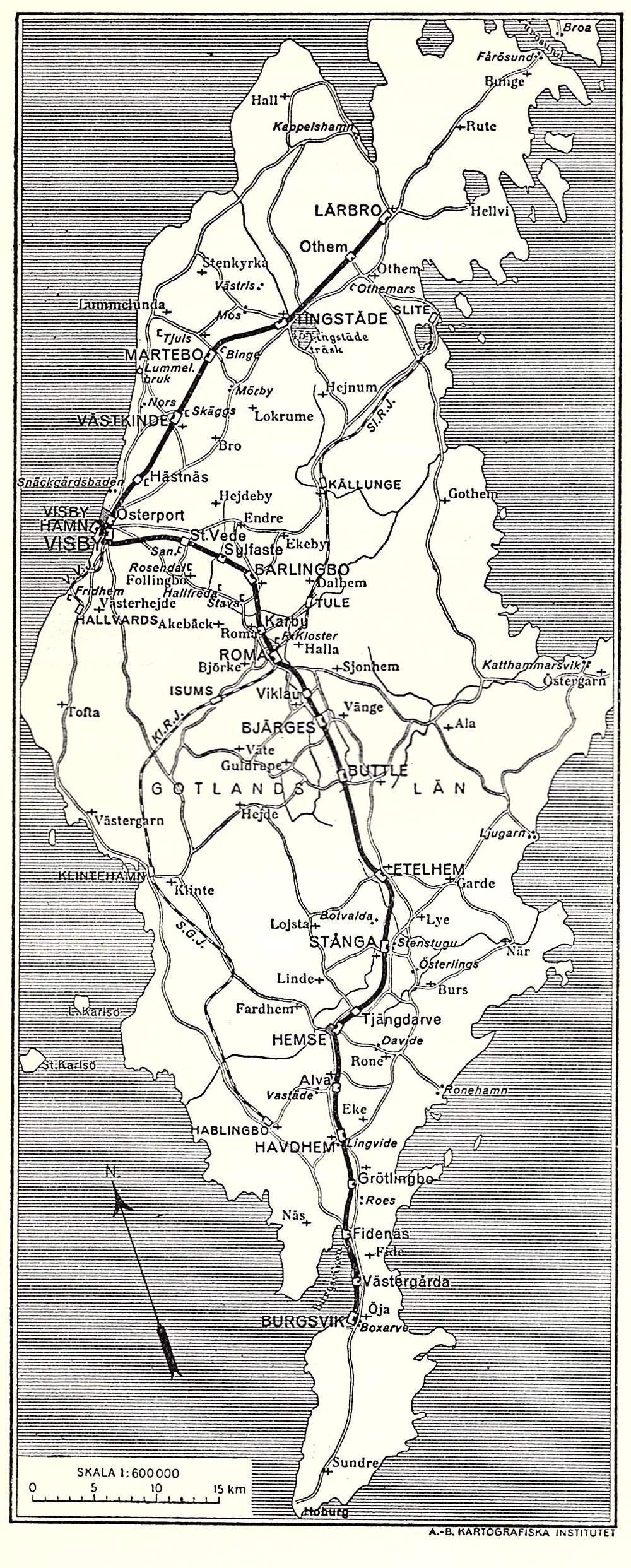
GJ. Karta 1926.

Gotlands järnväg (GJ) var det första järnvägsföretaget att öppna en järnväg för allmän trafik på Gotland, vilket skedde 1878. Den första sträckan var Visby–Hemse och utöver passagerare transporterades mestadels lantbruksprodukter. Snart byggdes järnvägen ut och kom till sist fram till Burgsvik i söder och Lärbro i norr. Planer på en förlängning från Lärbro till Fårösund fanns länge men realiserades aldrig. Järnvägen var smalspårig med spårvidden 891 mm (tre svenska fot) och var anlagd med räls som hade rälsvikten 15,2 kg/m.

## Historia

### Anläggande
Ernst Leijer som var den drivande kraften bakom järnvägsanläggning på Gotland hade redan i början 1860-talet fört fram tankar om anläggandet av en järnväg på Gotland för landshövdingen och militärbefälhavaren Gillis Bildt. De båda var då eniga om att tiden ännu inte var mogen. 1870 lät Leijer på privat initiativ Claes Adelsköld genomföra en utredning av möjligheterna för en järnvägslinje på Gotland. Adelsköld ansåg förutsättningarna som goda och beräkande att en järnvägslinje mellan Visby och Hemse skulle kosta 690.000 riksdaler. Finansieringen räckte kunde järnvägen sedan förlängas till Havdhem. Det kapital som ansågs behövas för projektet var 750.000 riksdaler, och det hoppades man kunna anskaffa genom teckning av 7.500 aktier à 100 riksdaler.
Gotlands läns landsting sade nej till att anslå pengar, och Visby stad ville endast anslå en tiondel av den summa som föreslagits. Många av landskommunerna var också skeptiska, och sedan man 1872 endast fått in 62.500 riksdaler beslutade man sig för att lägga ned projektet. Redan 1873 fick Gotland en ny landshövding, Rudolf Horn, som personligen engagerade sig i frågan om en järnvägsanläggning på Gotland, och frågan återauktualiserades. En ny utredning genomfördes av löjtnanten vid väg- och vattenbyggnaskåren Johan Emil Hagdahl, som lade fram ett mer omfattande förslag med en stambana Visby-Burgsvik och bibanor Hemse-Ronehamn, Hejde-Klintehamn, Dede-Fårösund och Tingstäde-Slite. Hela anläggningen kostnadsberäknades till 2.925.000 kronor med första etappen Visby-Hemse kostnadsberäknad till 974.000 kronor. Under 1875 gick på nytt uppmaningar om aktieteckning ut, men även denna gång sade Gotlands läns landsting nej till att anslå pengar. Vid ett stadsfullmäktigebeslut i Visby 26 oktober 1875 lyckades Ernst Leijer driva igenom att staden bidrog med 500.000 kronor genom aktieteckning i järnvägsbolaget. Det bidrog även till att öka intresset i landskommunerna att teckna aktier.
En första konstituerande bolagsstämma hölls i Gotlands järnvägsaktiebolag 30 november 1874 där Ernst Leijer utsågs till bolagets förste verkställande direktör. 18 januari 1876 fastställdes bolagsordningen och 5 maj beviljades koncession för bolaget. 28 augusti 1876 fastslogs bansträckningen från Visby över Roma till Hemse och att järnvägen skulle ha spårvidden tre svenska fot (891 mm). 18 november 1876 fastställdes planen av Kunglig Majestät efter att ha granskats av Väg- och Vattenbyggnadsstyrelsen men kostnaden beräknandes nu till inte mindre än 1 330 000 kronor, vilket ställde till problem då inte tillräcklig finansiering för detta belopp fanns. Styrelsen förklarade sig villiga att göra besparingar på anläggningen och gick in som personliga borgenärer ifall kostnaderna blev högre, vilket avhjälpte det sista hindret för järnvägsbyggandets inledande.

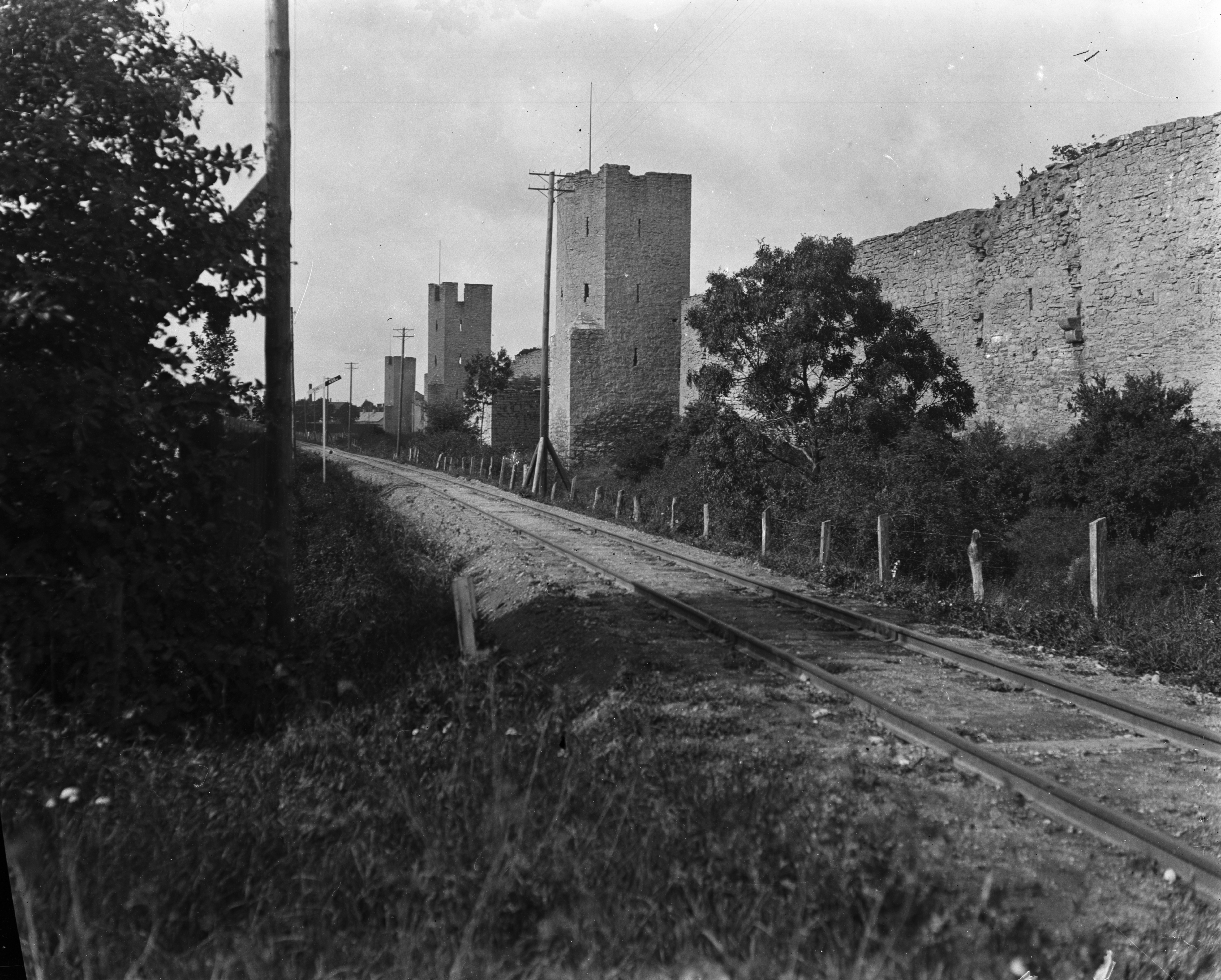
Bild på järnvägen till Lärbro framför en del av Visby ringmur. Bilden är tagen i sydvästlig riktning, mot järnvägsstationen i Visby, 1920-tal.

Arbetet påbörjades med schaktningsarbeten i april 1877 och linjebygget startade i maj samma år, hela bygget kunde avslutas i september 1878 och kostnaderna hade då uppgått till 1 175 716 kronor och 67 öre att jämföra med den beräknade kostnaden å 1 300 000 kronor. Gotlands Järnväg invigdes den 10 september 1878 av den dåvarande konungen Oscar II. När trafiken startade 16 september 1878 var stationerna i Visby, Roma, Buttle, Etelhem, Stånga och Hemse färdiga, stationerna i Barlingbo och Bjärges togs i bruk 1 november 1878 och Karby hållplats tillkom 1879. 1880 öppnades hållplatserna i Stora Vede och Sylfate, 1885 hållplatserna Viklau och Tjängdarve.
En av de mest betydelsefulla industrietableringarna för järnvägens del var när Roma sockerbruk öppnade 1894. Brukets behov av sockerbetor gav upphov till en kraftig trafikökning varje höst under betkampanjerna och denna utveckling blev även bidragande orsak till att ytterligare järnvägsbolag startade på ön. Som en följd av sockerbrukets närvaro blev Roma snart öns största knutpunkt eftersom GJ där mötte både Klintehamn–Roma Järnväg (KlRJ) och Slite–Roma Järnväg (SlRJ).
Tidigt hade man börjat planera för en utbyggnad av järnvägen, främst norrut. Johan Danielson som varit arbetsledare vid bygget av järnvägen till Hemse för att undersöka en förlängning av järnvägen till Väskinde, som var den enda kommun som anslagit medel för undersökningen. Provstakningen fann att en utsträckning till Nyplings i Lokrume och en fortsättning till Martebo var fördelaktigare. Vid ett möte 19 maj 1895 försökte man övertala innevånarna i Martebo socken att en järnväg skulle kunna dra nytta av Martebo myrs utdikning. Något beslut kom inte men 9 december tecknade sig Väskinde socken för järnvägen och 6 februari 1896 inlämnades koncession om järnvägsdragning Visby-Väskinde. Gotlands järnväg avstyrkte en dragning över Nyplings. 1 maj 1896 beviljades koncession och i mitten av maj började arbetet. 23 oktober 1896 anordnades ett invigningståg till Väskinde och 3 november 1896 inleddes ordinarie trafik. Sedan banan förlängts till Väskinde började opinionen för en förlängning av banan att stärkas. 29 mars 1897 gjorde Tingstäde kommunen en framställan till Gotlands järnväg och lovade teckna sig för 30.000 kronor i företaget. Gotlands järnvägar ville avvakta en ordentlig utredning av kostnaden. Även Martebo kommun lovade att gå in med 30.000 kronor. Anders Jeurling var drivande i att Gotlands Järnvägar 21 oktober 1897 beslutade att låta göra en undersökning rörande utbyggnad av järnvägen till Tingstäde. 17 juni 1897 beviljades koncession för järnvägen och bolaget erhöll i september 1897 ett statslån på 120.000 kronor för järnvägsdragningen. Planerna på aktieteckning fullföljdes inte. I november 1898 inleddes anläggningsarbetet och allmän trafik startade 29 november 1899.
1902 inleddes diskussioner om en utbyggnad av Slite–Roma Järnväg från Slite till Lärbro. Intresset för en utbyggnad var svagt, och de järnvägsintresserade beslutade sig i maj 1903 att i stället vända sig till Gotlands järnväg för att försöka få till stånd en utbyggnad av järnvägen från Tingstäde till Lärbro. I juli 1904 beslutade sig Gotlands järnväg att ge stöd till en utbyggnad av järnvägen till Lärbro. Man ansåg att en fortsättning till Fårösund skulle bli olönsam. Johan Lyth i Hangvar försökte driva frågan om att järnvägen skulle gå över Hangvar och genom att förena sig med de som önskade en fortsättning av järnvägen till Fårösund, beslutade man sig för att försöka förhindra eller fördröja koncession på sträckan Tingstäde-Lärbro. Efter långa debatter hölls ett möte i Lärbro 1911 där frågan om "Hangvarskröken" definitivt avvisades. Styrelsen för Gotlands järnvägar meddelade i samband med att undersökning och stakning av järnvägen inleddes, att man inte var intresserade av att bygga och trafikera järnvägen till Lärbro. Man var beredda att understödja ett järnvägsbolag genom aktieteckning och var beredda att överlåta trafiken på sträckan Visby-Tingstäde på bolaget. Den utlysta aktieteckningen hade svårt att få ihop tillräckligt med pengar. Koncession på järnvägen beviljades i slutet av 1912, men frågan om statslån för att bekosta järnvägen lämnades öppen, och något riksdagsbeslut följde inte och planerna lades i malpåse. 1919 återaktualiserades slutligen frågan och 1920 inleddes slutligen bygget av järnvägen på sträckan Tingstäde-Lärbro, nu av Gotlands järnväg. Efter problem bland annat med strejk kunde järnvägen invigas 18 december 1921.
Redan på 1890-talet hade även frågan om en förlängning av banan söderut dryftats. I januari 1896 uppvaktades bolaget av en kommitté från Havdhem om förlängning av banan. Frågan föll på bolagsstämman, och Havdhemsborna gick därför vidare med att söka egen koncession på en bana från Hemse till Havdhem. Ansökan var ännu inte beviljad då Gotlands järnvägs bolagsstämma 2 juli 1897 tog upp frågan på nytt, och förslaget nu godkändes. Havdhemsborna drog nu tillbaka sin ansökan till förmån för Gotlands järnväg, som ansökte om koncession 23 augusti 1897. Vid bolagsstämman 1897 tog även frågan om en förlängning av banan till Burgsvik upp, men avslogs, då järnvägen inte ansågs bära sig. 23 augusti 1897 ansökte man om koncession. En grupp ledd av Victor Hansén i Burgsvik som drev frågan ansökte på egen hand om koncession på en järnväg Hemse-Burgsvik och fick märkligt nog denna beviljad 18 mars 1898. Denna koncession stoppade beviljandet av Gotlands järnvägars koncession för banan Hemse-Havdhem och de gjorde flera försök att få myndigheterna att riva upp beslutet. Till slut lyckades man i förhandlingar med innehavarna av koncessionen på Burgsviksbanan att till förmån för Gotlands järnvägar dra tillbaka sin ansökan. De saknade egentligen finansiering att genomföra projektet. 7 april 1899 beviljades koncession för järnvägen Havdhem-Hemse, i slutet av maj började järnvägsbygget och redan 15 oktober var banan så pass färdig att den kunde öppnas för bettransporter. 26 juli 1900 öppnades banan för allmän trafik.
Efter att koncessionen på järnvägen till Burgsvik återkallats 1899 dröjde det till 1905 innan frågan kom upp på nytt. Han hävdade att Gotlands järnvägar i förhandlingarna om återdragandet hade framhållit att det inte skulle dröja mer än tre år efter Havdhemsbanans tillkomst innan man fortsatte järnvägsbygget till Burgsvik. Gotlands järnväg krävde garantier för att halva anläggningskostnaden blev tecknade i aktier. Man lyckades under året få alla berörda kommuner utom Grötlingbo att skjuta till pengar genom aktieteckning, och till slut även få Grötlingbo att acceptera rimliga villkor. 26 oktober 1906 beviljades koncession, med krav att arbetet skulle inledas senast 1 november 1907 och vara färdig senast 1 november 1908. Resterande summa hoppades man kunna finansiera genom statslån. Statslånet avslogs med hänvisning till att Gotlands järnvägars ekonomi var för bra. Man lyckades låna upp pengarna på annat håll, och började snabbt med arbeten. Redan i oktober 1907 kunde godstransporter provisoriskt ske på banan, och den allmänna trafiken började 30 augusti 1908.
Eftersom Gotlands landskap är mycket platt krävdes det inte några större ingrepp för att kunna lägga spår och linjerna blev därför raka och utan kraftigare stigningar. Ett undantag var den korta sträckan mellan Visby station och Visby hamn. Spåret lutade kraftigt utför och halvvägs tvingades tågen dessutom byta riktning för att lyckas komma ner till hamnens nivå. Tack vare den i övrigt lätthanterade topografin lyckades de gotländska järnvägsföretagen hålla nere kostnaderna och kunde dessutom koppla flera vagnar till loken än vad som var brukligt på motsvarande fordon på fastlandet.

### Mellankrigstiden och Andra världskriget
Under mellankrigstiden märkte Gotlands järnväg liksom många andra järnvägar av den begynnande konkurrensen från privatbilismen. Under denna tid införskaffade bolaget även bussar för att möta konkurrensen från biltrafiken. I och med att andra världskriget bröt ut och besinransoneringar infördes samt en omfattande placering av militär på Gotland, så blev järnvägen oumbärlig för att klara av de transporter som samhället behövde. Under krigsåren var därför trafiken mycket intensiv.

### Efterkrigstid, förstatligande och nedläggning
Efter freden minskade åter trafiken. Redan 19 november 1945 anlände den första rälsbussen som beställts från Hilding Carlssons mekaniska verkstads AB i Umeå i november 1943. Rälsbussen målades i en signalröd färg som sedan blev karakteristisk för Gotland. 1947 hade bolaget fyra motorvagnar samt sju olika släp. Rälsbussarna innebar att persontrafiken kunde göras billigare. Ångloken fortsatte att tjänstgöra vid bolaget. 1946 beställdes även ett antal dielsellokomotorer. Leveranserna dröjde på grund av svårigheter att få fram växlar och drivkedjor och först våren 1948 levererades de första, då hade staten redan tagit över trafiken på Gotland.
Arméförvaltningen hade i januari 1941 köpt den av Trafik AB Västerhejde-Visby tidigare trafikerade järnvägen Västerhejde-Visby sedan bolaget likviderats årsskiftet 1939/1940 då man ansåg den central för försvaret. Banan lades ned 1946. 1941 besökte Förstatligandeberedningen Gotland för att undersöka möjligheten till förstatligande av järnvägen på ön. Man meddelade 1942 att man senare under samma år skulle utreda planerna vidare, men frågan verkar ha runnit ut i sanden. När frågan åter dök upp på agendan 1944, fanns inte längre några aktuella planer. 1943 tillsattes en riksdagskommitté, 1943 års Järnvägskommitté, som behandlade frågan om hur kommunikationerna skulle skötas inför ett kommande fredsslut. Det första betänkandet presenterades 1945. Man var på det klara med att med freden skulle lönsamheten för järnvägen minska drastiskt, särskilt på de mindre linjerna. Det stod helt klart att någon kraftigare utbyggnad eller upprustning av järnvägsnätet på Gotland fanns det inte lönsamhet i. Trots det hade enskilda gotlänningar 1944 gjort en framstöt att försöka få till stånd en förlängning av järnvägslinjen från Lärbro till Fårösund. Gotlands Järnvägs styrelse uttryckte 1945 i sin årsberättelse oro över vikande inkomster och ökade lönekostnader, och 1946 ökade tendenserna, varför man själv anhöll hos Förstatligandebredeningen om förhandlingar för att få järnvägen övertagen av SJ.
Efter fortsatta utredningar och förhandlingar köpte svenska staten 1947 upp aktiemajoriteten i Gotlands järnväg och materiel och banor från de båda andra kvarvarande järnvägsbolagen. Något privat bolag i egentlig mening var Gotlands järnväg inte. Vid förstatligandet ägdes 50 % av aktierna av Visby stad. 28 % ägdes av andra kommuner, SSA ägde 1 % och Visby bryggerier 1 % medan 20 % ägdes av privatpersoner. Under ett år drevs dessa som det statliga bolaget Gotlands järnväg för att sedan bli en del av Statens Järnvägar (SJ).
SJ genomförde en hel del förändringar i de rutiner som tidigare funnits och byggde dessutom upp en ny verkstad för underhåll i Visby. Snart märktes att försöken till rationalisering och bättre lönsamhet inte räckte till. Detta ledde till att trafiken upphörde 1953 på banan Hablingbo–Klintehamn–Roma–Slite. Tack vare denna kraftiga minskning av nätets omfattning visade faktiskt siffrorna en mindre vinst året efter men snart var förlusterna ett faktum igen och ett rejält bakslag drabbade järnvägen när Roma sockerbruk valde att övergå till lastbilstransporter 1956. Därmed hade den största kunden försvunnit och kurvorna pekade genast brant neråt. Grustransporter till bygget av den nya landningsbanan vid Visby flygplats, som byggdes så att linjen Visby–Lärbro kom att korsa den, gav förvisso en del intäkter men situationen var ohållbar. Snart togs beslutet att trafiken skulle upphöra efter sommaren 1960. Således gick de sista ordinarie tågen i trafik på den gotländska järnvägen den 30 september 1960.
Ytterligare två år körde Andelsslakteriet i Visby trafik mellan slakteriet och Visby hamn (cirka två kilometer) med diesellok och några kylvagnar. Under 1962 var det däremot slut och sedan 1961 hade man ägnat sig åt att riva upp spår, auktionera ut stationshus och andra byggnader samt skrota fordon. Några fordon som tillhörde Sveriges Järnvägsmuseum transporterades 1963 till Roma för att ställas upp framför stationshuset som ett minne av järnvägsepoken. Ganska snart vandaliserades vagnarna och loket vilket ledde till bildandet av Föreningen Gotlandståget som syftade till att rädda fordonen från att skrotas.

### Ånglok vid bolaget
- Nr. 1, Wisby - byggt 1877 vid Nydqvist & Holm AB och levererat till Gotlands järnväg samma år. I trafik för bolaget till SJ:s övertagande 1948, skrotat 1952.
- Nr. 2, Polhem - byggt 1877 vid Nydqvist & Holm AB och levererat till Gotlands järnväg samma år. I trafik för bolaget till SJ:s övertagande 1948, skrotat 1952.
- Nr. 3, Gotland - byggt 1878 vid Nydqvist & Holm AB och levererat till Gotlands järnväg samma år. I trafik för bolaget till SJ:s övertagande 1948. Skänktes 1956 till Järnvägsmuseet, sedan 1992 deponerat hos Gotlands Hesselby Jernväg.
- Nr. 4, Hemse - byggt 1890 vid Nydqvist & Holm AB och levererat till Gotlands järnväg samma år. I trafik för bolaget till SJ:s övertagande 1948, skrotat 1952.
- Nr. 5, Roma - byggt 1894 vid Nydqvist & Holm AB och levererat till Gotlands järnväg samma år. I trafik för bolaget till SJ:s övertagande 1948, skrotat 1952.
- Nr. 6, Framåt - byggt 1897 vid Nydqvist & Holm AB och levererat till Gotlands järnväg samma år. Skrotat 1946.
- Nr. 7, Tingstäde - byggt 1899 vid Nydqvist & Holm AB och levererat till Gotlands järnväg samma år. I trafik för bolaget till SJ:s övertagande 1948, skrotat 1955.
- Nr. 8 (saknade namn) - byggt 1890 vid Nydqvist & Holm AB, köpt från Stockholm–Roslagens Järnvägar 1900. Såldes igen till Visby-Visborgs slätts järnväg 1911. Skrotat 1942.
- Nr. 8 (II, saknade namn) - byggt 1939 Motala Verkstad och levererat till Gotlands järnväg samma år. I trafik för bolaget till SJ:s övertagande 1948, skrotat 1960.
- Nr. 9, Ernst Leijer - byggt 1902 vid Nydqvist & Holm AB och levererat till Gotlands järnväg samma år. I trafik för bolaget till SJ:s övertagande 1948, skrotat 1959.
- Nr. 10, Hoburgen - byggt 1909 vid Nydqvist & Holm AB och levererat till Gotlands järnväg samma år. I trafik för bolaget till SJ:s övertagande 1948, skrotat 1969.
- Nr. 11, Polhem - byggt 1909 vid Nydqvist & Holm AB och levererat till Gotlands järnväg samma år. I trafik för bolaget till SJ:s övertagande 1948, skrotat 1958.
- Nr. 12, Lärbro - byggt 1920 vid Nydqvist & Holm AB och levererat till Gotlands järnväg samma år. I trafik för bolagt till SJ:s övertagande 1948, skrotat 1958.